# St. Lambertus (Dolberg)

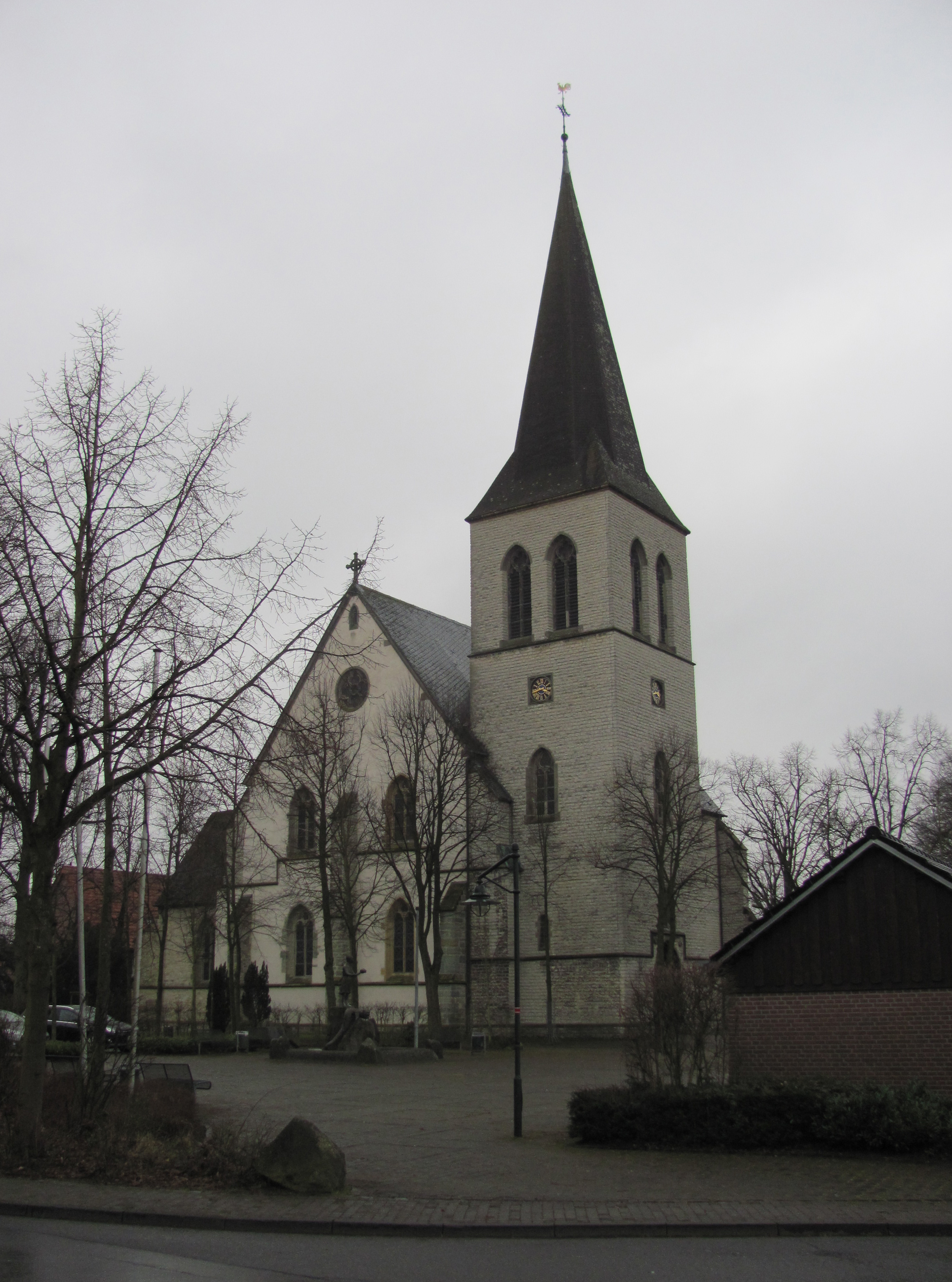
St. Lambertus

Die katholische Pfarrkirche St. Lambertus ist ein denkmalgeschütztes Kirchengebäude in Dolberg, einem Ortsteil von Ahlen im Kreis Warendorf in Nordrhein-Westfalen.

## Geschichte und Architektur
Die Pfarrei wurde erstmals 1193 urkundlich erwähnt.
Die alte Kirche vom Anfang des 14. Jahrhunderts ist am Erweiterungsbau von 1901 erhalten. Das Gebäude ist ein Langhaus von zwei gewölbten Jochen mit einem doppelbogigen Teilungsgurt auf der Mittelsäule. Dadurch entsteht eine fünfkappige Gewölbeform. Dies erweckt den Eindruck eines zweischiffigen Raumes. Der Chor ist quadratisch. An der Giebelwand befinden sich außen zwei Reihen eines Spitzbogenfrieses mit primitiven Köpfen. Zur Ausstattung gehört eine Doppelmadonna vom Ende des 15. Jahrhunderts.

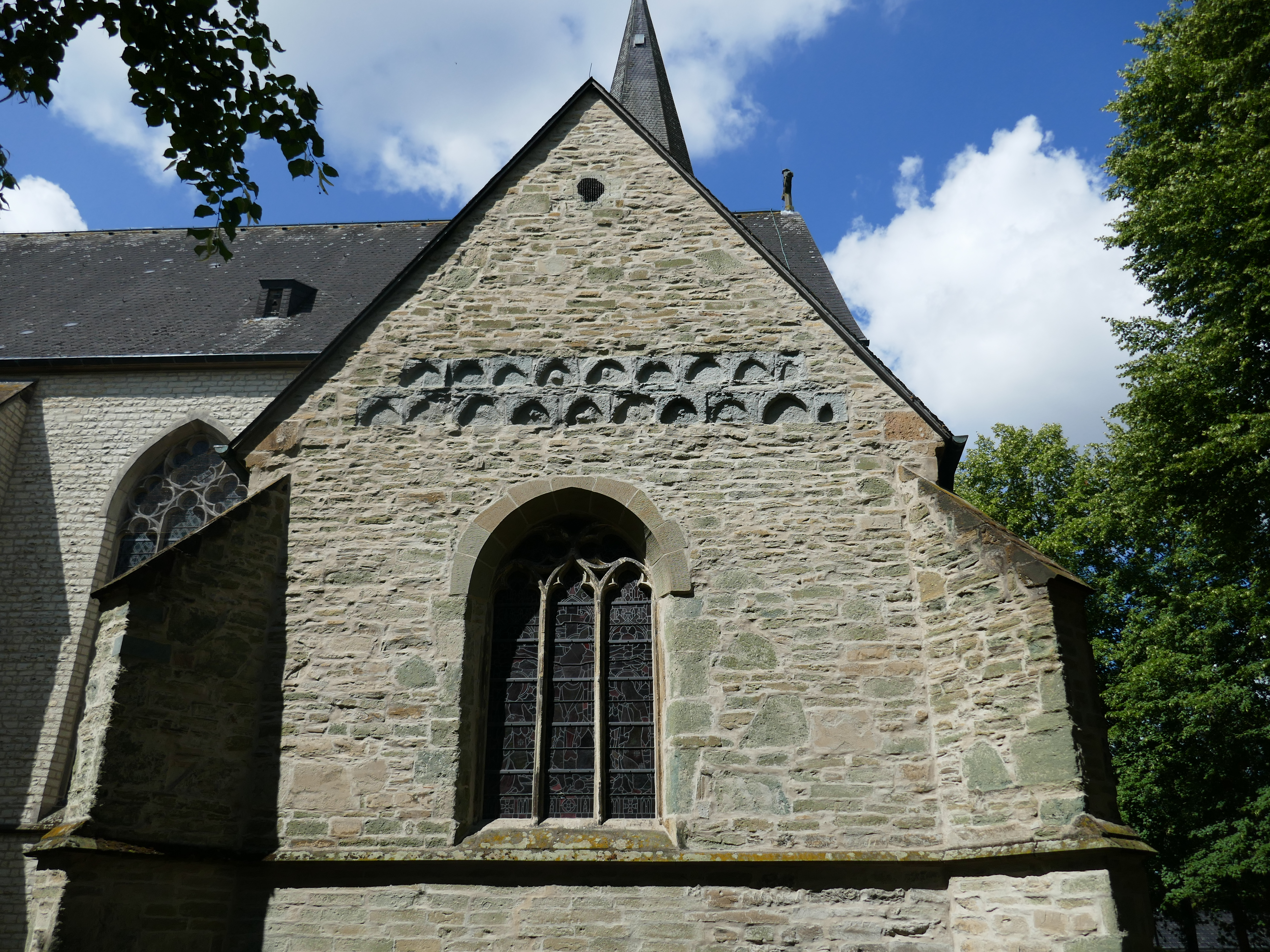
Spitzbogenfries
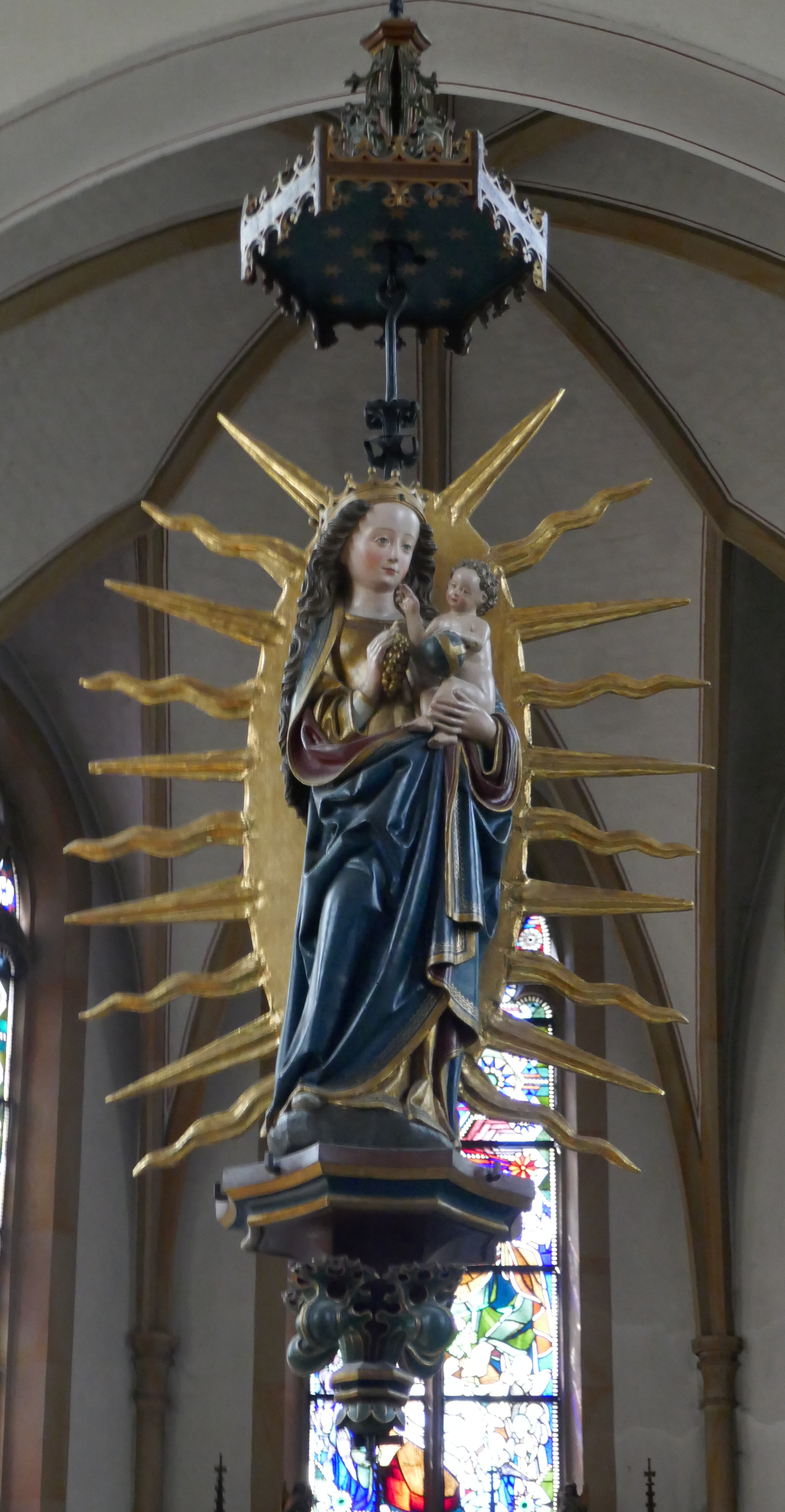
Doppelmadonna